# 젯다한국학교
젯다한국학교는 사우디아라비아 메카주 지다(젯다)에 있는 한국학교이다.

## 연혁
- 1976년 9월 18일 : 개교

## 참고 자료
- 한국학교 정보(젯다한국학교)